# آرتكس لينكس
آرتكس لينكس (بالإنجليزية: Artix Linux)‏ هي توزيعة لينكس مبنية على آرتش، تعتمد توزيعة آرتكس على نظام التحديثات المستمرة بشكل شبيه لآرتش، مع السماح للمستخدم باستخدام أنظمة تمهيد بديلة مثل أوبن آر سي، ورن إت، وإس6، على عكس آرتش التي لا تسمح إلا باستخدام سيستم دي. تحوي آرتكس على مستودعاتها الخاصة لتوفير الحزم.

## البداية
بدأ مشروعا آرتش أوبن آر سي (بالإنجليزية: Arch OpenRC)‏، ومانجارو أوبن آر سي (بالإنجليزية: Manjaro OpenRC)‏ في 2012 بعد قرار آرتش بالاعتماد على سيستم دي حصرًا، وفي 2017 دمج المشروعان تحت مسمى آرتكس.

## روابط خارجية
- الموقع الرسمي